# 宮下裕樹
宮下 裕樹（みやした ひろき）は、日本の男性漫画家。石川県出身・東京都在住。

## 来歴
東海大学を卒業後、日本橋ヨヲコ・木葉功一・えりちんのアシスタントを経て独立。2002年に第8回GX新人賞佳作を受賞し、2004年に「ポラピレドン」にてデビュー。

## 作品
- ポラピレドン（2004年8月号、『月刊サンデーGX』、小学館）
- 正義警官モンジュ（2004年12月号 - 2011年8月号 、『月刊サンデーGX』）
- 強制ヒーロー（『ビッグコミックスピリッツ』 2008年40号 → 『月刊!スピリッツ』 2009年11月号 - 2011年11月号）
- 新・東京コロニー (2010年1月号 、『月刊サンデーGX』）（作／原尾有美子　原案／宮下裕樹）
- 正義警官モンジュ 番外編 「海モンジュ」 2011年版（2011年9月号 - 11月号、『月刊サンデーGX』）
- リュウマのガゴウ（2011年11月号 - 2017年2月号、『ヤングキングアワーズ』）
- 東京カラス（2012年6月号 - 2017年5月号、『月刊サンデーGX』）
- 決闘裁判（2017年Vol.6 - 連載中、『ヤングマガジンサード』）
- 宇宙人ムームー（2019年6月号、2019年8月号 - 連載中、『ヤングキングアワーズ』）、※読み切りから本誌連載に移行
- 任侠転生 -異世界のヤクザ姫-（2019年8・9月合併号 - 連載中、『月刊サンデーGX』（原作/夏原武）